# Lliga catalana d'hoquei sobre patins femenina 2021-2022
La II Lliga Catalana Femenina fou la segona edició de la Lliga catalana d'hoquei sobre patins. Se celebrà des del setembre fins a l'octubre de 2021 i fou organitzada per la Federació Catalana de Patinatge. Hi participaren deu equips, la majoria dels quals competiren a l'OK Lliga estatal. La competició es disputà en dues fases, una primera, en format de lliga regular, i una segona, en format de final a quatre. A la primera fase, els clubs participants es distribuïren en dos grups de cinc equips cadascun i disputaren una lligueta. Accediren a la següent fase els dos primers classificats d'ambdós grups. La segona fase es disputà amb semifinals i final, que es jugaren el 22 i 23 d'octubre al Poliesportiu Municipal de Santa Perpètua de Mogoda. Tota la competició se celebrà amb les restriccions de públic i els protocols sanitaris de prevenció de contagi del COVID-19.
Es proclamà campió el Martinelia CP Manlleu, que guanyà el seu primer títol de Lliga catalana. Adriana Gutiérrez, del Cerdanyola CH, i Joana Xicota, del Martinelia CP Manlleu, foren les màximes golejadores de la competició amb sis gols.

## Clubs participants
- Club Hoquei Patí Bigues i Riells
- Cerdanyola Club Hoquei
- Girona Club Hoquei
- Igualada Femení Hoquei Club Patins
- Martinelia Club Patí Manlleu
- Club Hoquei Mataró
- Generali Hoquei Club Palau de Plegamans
- Patí Hoquei Club Sant Cugat
- Club Patí Vila-sana
- Club Patí Voltregà

## Primera fase

### Competició

#### Primera jornada
| 24 de setembre     | Martinelia CP Manlleu | 3-0 | PHC Sant Cugat | Manlleu                    |  |
| 20:45 CET Partit 1 | Cabré · Comas (2)     |     |                | Àrbitres: Joel Albert Roig |  |

| 25 de setembre     | Generali HC Palau                           | 5-4 | CHP Bigues i Riells | Palau de Plegamans            |  |
| 20:00 CET Partit 2 | Blackman · Gracia (2) · Juan · Fontdeglòria |     | Cañado · Reyes (3)  | Àrbitres: Ariel Oscar Morisio |  |

| 25 de setembre     | Girona CH     | 2-4 | Igualada Femení HCP              | Girona                                                |  |
| 20:00 CET Partit 3 | Monge · Forns |     | Miret · Herrera · De Sivatte (2) | Palau Municipal - Palau 2 Àrbitres: Oriol Garriga Mas |  |

| 25 de setembre     | CP Vila-sana                                          | 7-2 | CH Mataró        | Vila-sana                                         |  |
| 18:00 CET Partit 4 | Fernández (2) · Barcons (2) · M. Porta · V. Porta (2) |     | Junca · Lleonart | Poliesportiu Municipal Àrbitres: Alan Navarro Mir |  |

#### Segona jornada
| 1 d'octubre        | CH Mataró | 0-9 | Martinelia CP Manlleu                                      | Mataró                       |  |
| 21:45 CET Partit 5 |           |     | López · Comas · Gurri (2) · Bulló (2) · Anglada · Díez (2) | Àrbitres: David Algarra Diaz |  |

| 2 d'octubre        | CP Voltregà         | 3-2 | Girona CH     | Sant Hipòlit de Voltregà    |  |
| 17:30 CET Partit 6 | Vistós (2) · Franci |     | Canal · Forns | Àrbitres: Marc Martín Clota |  |

| 2 d'octubre        | Igualada Femení HCP                                     | 6-2 | Generali HC Palau | Igualada                                                  |  |
| 18:00 CET Partit 7 | Miret · Herrera · Balcells · Claramunt · De Sivatte (2) |     | Aparicio (2)      | Pavelló de les Comes Àrbitres: Albert Barba Gómez-Álvarez |  |

| 2 d'octubre        | Cerdanyola CH                         | 4-2 | CP Vila-sana         | Cerdanyola del Vallès                           |  |
| 19:00 CET Partit 8 | Xicota · Figuerola · Gutiérrez · Solé |     | Fernández · Felamini | Pavelló Can Xarau Àrbitres: David Pedrola Valls |  |

#### Tercera jornada
| 8 d'octubre        | PHC Sant Cugat | 1-4 | CH Mataró                         | Sant Cugat del Vallès                                     |  |
| 21:00 CET Partit 9 | Porta          |     | Solé · Junca · Requena · Lleonart | Pavelló Esportiu Municipal Àrbitres: Marc Ortells Álvarez |  |

| 9 d'octubre         | Martinelia CP Manlleu | 2-3 | Cerdanyola CH         | Manlleu                        |  |
| 18:00 CET Partit 10 | Comas (2)             |     | Silva (2) · Gutiérrez | Àrbitres: Gerard Escobar López |  |

| 9 d'octubre         | Generali HC Palau      | 3-4 | CP Voltregà        | Palau Solità i Plegamans            |  |
| 20:00 CET Partit 11 | Blackman (2) · Vicente |     | Tarrida (3) · Arxé | Àrbitres: Miquel Lapedriza Ferragut |  |

| 9 d'octubre         | CHP Bigues i Riells               | 4-3 | Igualada Femení HCP | Bigues i Riells                                   |  |
| 21:00 CET Partit 12 | Cañado · Reyes · Rubió · Igualada |     | Mas · Claramunt (2) | Pavelló Can Badell Àrbitres: Marc Ortells Álvarez |  |

#### Quarta jornada
| 15 d'octubre        | Girona CH | 0-1 | Generali HC Palau | Cerdanyola del Vallès                                     |  |
| 21:40 CET Partit 13 |           |     | Antón             | Pavelló Municipal Can Xarau Àrbitres: Joel Garcia Freixes |  |

| 16 d'octubre        | CP Voltregà | 1-2 | CHP Bigues i Riells | Sant Hipòlit de Voltregà                         |  |
| 17:30 CET Partit 14 | Bosch       |     | Serra · Rubio       | Pavelló Municipal Àrbitres: Albert Puig Hernando |  |

| 16 d'octubre        | CP Vila-sana | 0-3 | Martinelia CP Manlleu | Vila-sana                                            |  |
| 19:00 CET Partit 15 |              |     | Gurri · Bulló · Díez  | Poliesportiu Municipal Àrbitres: Raimon Grases Bundó |  |

| 16 d'octubre        | Girona CH | 1-3 | Generali HC Palau | Palau Solità i Plegamans                     |  |
| 20:00 CET Partit 16 | Giersch   |     | Fontdeglòria (3)  | Pavelló Municipal Àrbitres: Pau Ribas Maynou |  |

#### Cinquena jornada
| 19 d'octubre        | Igualada Femení HCP | 2-4 | CP Voltregà                     | Igualada                                       |  |
| 21:45 CET Partit 17 | Mas · Claramunt     |     | Arxé · Ferron · Vistós · Franci | Pavelló Les Comes Àrbitres: Albert Ferré Soler |  |

| 20 d'octubre        | CH Mataró   | 2-3 | Cerdanyola CH             | Mataró                      |  |
| 21:00 CET Partit 18 | Juanola (2) |     | Figuerola · Gutiérrez (2) | Àrbitres: Marc Martín Clota |  |

| 20 d'octubre        | PHC Sant Cugat | 1-2 | CP Vila-sana      | Sant Cugat del Vallès                            |  |
| 21:00 CET Partit 19 | Antón          |     | Fernández · Porta | Pavelló Municipal Àrbitres: Gerard Escobar López |  |

| 20 d'octubre        | CHP Bigues i Riells         | 5-1 | Girona CH | Bigues i Riells del Fai                         |  |
| 21:45 CET Partit 20 | Camp · Serra · Igualada (3) |     | Móra      | Pavelló Can Badell Àrbitres: Manel Blat Guimerà |  |

### Classificació
El CHP Bigues i Riells i el CP Voltregà, del grup 1, i, el Martinelia CP Manlleu i el Cerdanyola CH, del grup 2, es classificaren com a primers de grup amb tres victòries i una derrota, respectivament.

|                                       | Equip classificat per les semifinals |
| Nota: Noms dels equips segons l'època |                                      |

| Grup 1 | Grup 1              | Grup 1 | Grup 1 | Grup 1 | Grup 1 | Grup 1 | Grup 1 | Grup 1 | Grup 1 |
| #      | Club                | Punts  | PJ     | PG     | PE     | PP     | GF     | GC     | Gav    |
| ------ | ------------------- | ------ | ------ | ------ | ------ | ------ | ------ | ------ | ------ |
| 1      | CHP Bigues i Riells | 9      | 4      | 3      | 0      | 1      | 15     | 10     | +5     |
| 2      | CP Voltregà         | 9      | 4      | 3      | 0      | 1      | 12     | 9      | +3     |
| 3      | Igualada Femení HCP | 6      | 4      | 2      | 0      | 2      | 15     | 12     | +3     |
| 4      | Generali HC Palau   | 6      | 4      | 2      | 0      | 2      | 13     | 15     | -2     |
| 5      | Girona CH           | 0      | 4      | 0      | 0      | 4      | 6      | 15     | -9     |

| Grup 2 | Grup 2                | Grup 2 | Grup 2 | Grup 2 | Grup 2 | Grup 2 | Grup 2 | Grup 2 | Grup 2 |
| #      | Club                  | Punts  | PJ     | PG     | PE     | PP     | GF     | GC     | Gav    |
| ------ | --------------------- | ------ | ------ | ------ | ------ | ------ | ------ | ------ | ------ |
| 1      | Cerdanyola CH         | 9      | 4      | 3      | 0      | 1      | 10     | 7      | +3     |
| 2      | Martinelia CP Manlleu | 9      | 4      | 3      | 0      | 1      | 17     | 3      | +14    |
| 3      | CP VIla-sana          | 6      | 4      | 2      | 0      | 2      | 11     | 10     | +1     |
| 4      | CH Mataró             | 3      | 4      | 1      | 0      | 3      | 8      | 20     | -12    |
| 5      | PHC Sant Cugat        | 3      | 4      | 1      | 0      | 3      | 3      | 9      | -6     |

## Segona fase
La fase final de la II Lliga Catalana Femenina es disputà el 22 i 23 d'octubre de 2021 al Pavelló Municipal de Santa Perpètua de Mogoda. Hi participaren el CHP Bigues i Riells, el Martinelia CP Manlleu, el Cerdanyola CH i el CP Voltregà. Es disputà en format de final a quatre amb semifinals i final.

### Quadre de competició
|  | Semifinals             | Semifinals    |                        |   | Final | Final |
|  |                        |               |                        |   |       |       |
|  | 22 d'octubre 19:00 CET |               |                        |   |       |       |
|  |                        |               |                        |   |       |       |
|  | CHP Bigues i Riells    | 0             |                        |   |       |       |
|  | CHP Bigues i Riells    | 0             | 23 d'octubre 12:15 CET |   |       |       |
|  | Martinelia CP Manlleu  | 4             |                        |   |       |       |
|  | Martinelia CP Manlleu  | 4             | Martinelia CP Manlleu  | 6 |       |       |
|  | 22 d'octubre 21:00 CET |               | Martinelia CP Manlleu  | 6 |       |       |
|  |                        | Cerdanyola CH | 5                      |   |       |       |
|  | Cerdanyola CH          | Cerdanyola CH | 5                      | 2 |       |       |
|  | Cerdanyola CH          |               |                        | 2 |       |       |
|  | CP Voltregà            | 1             |                        |   |       |       |
|  | CP Voltregà            | 1             |                        |   |       |       |

### Semifinals

#### CHP Bigues i Riells v Martinelia CP Manlleu
A la primera semifinal, el CP Manlleu, actual subcampió, es classificà per a la seva segona final després de vèncer per 4 a 0 al CHP Bigues i Riells. Marcaren per l'equip manlleuenc Nara López, Anna Bulló (2) i Maria Díez.
| CHP Bigues i Riells | 0‐4     | Martinelia CP Manlleu    |
| ------------------- | ------- | ------------------------ |
|                     | Informe | López · Bulló (2) · Díez |

#### Cerdanyola CH v CP Voltregà
A la segona semifinal, el Cerdanyola CH remuntà el gol inicial de Mar Franci i derrotà al CP Voltregà per 2 a 1, amb gols de Joana Xicota i Adriana Gutiérrez. El club vallesà es classificà per a la seva primera final de la competició.
| Cerdanyola CH      | 2‐1     | CP Voltregà |
| ------------------ | ------- | ----------- |
| Xicota · Gutiérrez | Informe | Franci      |

### Final
El Martinelia CP Manlleu i el Cerdanyola CH disputaren la final de la II Lliga Catalana Femenina. Se celebrà el 23 d'octubre al Poliesportiu Municipal de Santa Perpètua de Mogoda i comptà amb la assistència de la Secretari General de l'Esport de la Generalitat de Catalunya, Anna Caula. A la final, s'imposà el club osonenc per 6 a 5 al club vallesà, després de remuntar el partit a la segona part. S'avançà el Cerdanyola CH amb tres gols de Gemma Solè, malgrat l'empat de Nara López (1-1). A la segona meitat, Daiana Silva anotà l'1 a 4. Tot just després López anotà el seu segon sol (2-4) i, posteriorment, marcaren Maria Díez (3-4), Ona Castellví en dues ocasions (4-4 i 5-4) i Maria Anglada (6-4). Al darrer minut, Adriana Gutiérrez reduí les distàncies marcant de falta directa el 6 a 5 definitiu. El CP Manlleu guanyà el seu primer títol de Lliga catalana.
| Martinelia CP Manlleu                      | 6‐5     | Cerdanyola CH                           |
| ------------------------------------------ | ------- | --------------------------------------- |
| López (2) · Díez · Castellví (2) · Anglada | Informe | Solé (3) · Silva · Gutiérrez 50' (f.d.) |

| Martinelia CP Manlleu | Cerdanyola CH |

| #           | Pos. | Nom              |  |
| ----------- | ---- | ---------------- |  |
| 97          | POR  | Abril Alonso     |  |
| 3           |      | Joana Comas      |  |
| 4           |      | Nara López       |  |
| 5           |      | Anna Casarramona |  |
| 7           |      | Ona Castellví    |  |
| 9           |      | Elisabet Gurri   |  |
| 25          |      | Anna Bulló       |  |
| 49          |      | Maria Anglada    |  |
| 77          |      | Maria Díez       |  |
| 1           | POR  | Anna Ferrer      |  |
| Entrenador  |      |                  |  |
| Jordi Boada |      |                  |  |

| Campió de la Lliga Catalana 2021-22 |
| ----------------------------------- |
| Martinelia CP Manlleu Primer títol  |

| #             | Pos. | Nom               |  |
| ------------- | ---- | ----------------- |  |
| 10            | POR  | Mariona Surós     |  |
| 2             |      | Joana Xicota      |  |
| 3             |      | Daiana Silva      |  |
| 5             |      | Maria Figuerola   |  |
| 7             |      | Laia Pera         |  |
| 8             |      | Adriana Gutiérrez |  |
| 13            |      | Gemma Solé        |  |
| 25            |      | Natalia Crespo    |  |
| 26            |      | Ariadna Carrión   |  |
| 45            |      | Abril Batlle      |  |
| 54            | POR  | Carla Batlle      |  |
| Entrenador    |      |                   |  |
| Daniel Setién |      |                   |  |

## Estadístiques
| Nota. Jugadores amb quatre o més gols |

| Classificació final | Classificació final   | Classificació final | Classificació final | Classificació final | Classificació final | Classificació final | Classificació final |
| Pos.                | Club                  | PJ                  | PG                  | PP                  | GF                  | GC                  | Gav                 |
| ------------------- | --------------------- | ------------------- | ------------------- | ------------------- | ------------------- | ------------------- | ------------------- |
| 1                   | Martinelia CP Manlleu | 6                   | 5                   | 0                   | 27                  | 8                   | 19                  |
| 2                   | Cerdanyola CH         | 6                   | 4                   | 2                   | 17                  | 14                  | 3                   |
| 3                   | CHP Bigues i Riells   | 5                   | 3                   | 2                   | 15                  | 14                  | 1                   |
| 3                   | CP Voltregà           | 5                   | 3                   | 2                   | 13                  | 11                  | 2                   |
| 5                   | Igualada Femení HCP   | 4                   | 2                   | 2                   | 15                  | 12                  | 3                   |
| 5                   | Generali HC Palau     | 4                   | 2                   | 2                   | 13                  | 15                  | -2                  |
| 5                   | CP Vila-sana          | 4                   | 2                   | 2                   | 11                  | 10                  | 1                   |
| 8                   | CH Mataró             | 4                   | 1                   | 3                   | 8                   | 20                  | -12                 |
| 8                   | PHC Sant Cugat        | 4                   | 1                   | 3                   | 3                   | 9                   | -6                  |
| 10                  | Girona CH             | 4                   | 0                   | 4                   | 6                   | 15                  | -9                  |

| Màxima golejadora | Màxima golejadora   | Màxima golejadora | Màxima golejadora | Màxima golejadora | Màxima golejadora | Màxima golejadora | Màxima golejadora |
| #                 | Nom                 | G                 | PJ                | GPP               | Asst.             | Pen               | FD                |
| ----------------- | ------------------- | ----------------- | ----------------- | ----------------- | ----------------- | ----------------- | ----------------- |
| 1                 | Adriana Gutiérrez   | 6                 | 6                 | 1.00              | 1                 | 0                 | 0                 |
| 2                 | Joana Comas         | 6                 | 6                 | 1.00              | 1                 | 0                 | 0                 |
| 3                 | Maria Díez          | 5                 | 6                 | 0.83              | 0                 | 0                 | 0                 |
| 4                 | Valentina Fernández | 4                 | 4                 | 1.00              | 1                 | 0                 | 0                 |
| 5                 | Carla Fontdeglòria  | 4                 | 4                 | 1.00              | 0                 | 0                 | 0                 |
| 6                 | Sofia Reyes         | 4                 | 5                 | 0.80              | 0                 | 0                 | 0                 |
| 7                 | Helena de Sivatte   | 4                 | 3                 | 1.33              | 0                 | 0                 | 0                 |
| 8                 | Maria Igualada      | 4                 | 4                 | 1.00              | 0                 | 0                 | 0                 |
| 9                 | Gemma Solé          | 4                 | 6                 | 0.67              | 0                 | 0                 | 0                 |
| 10                | Carla Claramunt     | 4                 | 4                 | 1.00              | 0                 | 0                 | 0                 |
| 11                | Nara López          | 4                 | 6                 | 0.67              | 1                 | 0                 | 0                 |